# Siegfried Pfaff
Siegfried Pfaff (* 21. Januar 1931 in Kreuzburg, heute Kluczbork; † 27. Juni 2018 in Berlin), Pseudonym Andreas Anden bzw. Rainer Rauch, war ein deutscher Hörspielautor und langjähriger Dramaturg beim Rundfunk der DDR.

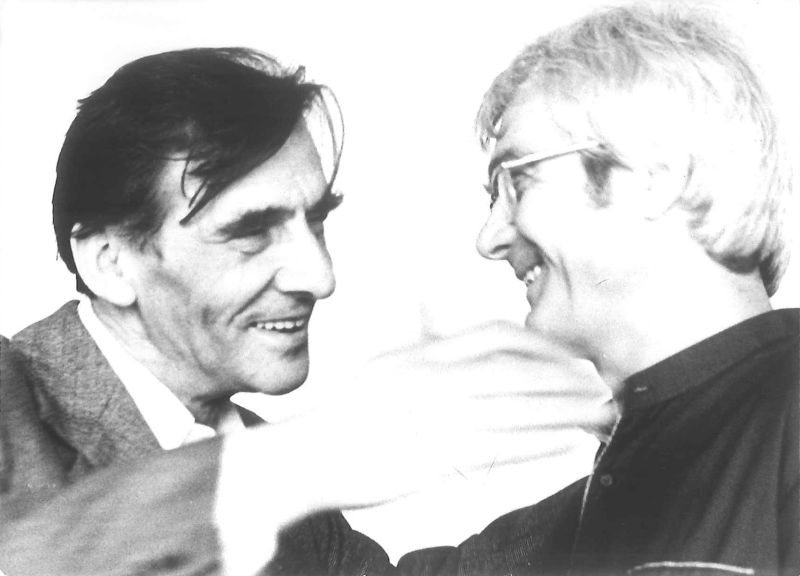
Gerhard Rentzsch (links) mit seinem Hörspiel-Dramaturgen-Kollegen Siegfried Paff im Funkhaus Nalepastraße.

## Leben
Siegfried Pfaff wuchs in Chemnitz auf und absolvierte hier auch sein Abitur, von 1949 bis 1952 arbeitete er als Lehrer in Klaffenbach (Erzgebirge) und studierte anschließend von 1952 bis 1957 in Leipzig bei Ernst Bloch und schließlich in Berlin Philosophie. Über die Volksbühne Berlin, an der er bis 1960 als Regieassistent und Dramaturg tätig war, kam er zum DDR-Rundfunk, wo er unter anderem das Erfolgsstück Zwischenbilanz (1963) von Rolf Gumlich und Ralph Knebel betreute.
Weithin bekannt wurde Pfaff mit seinem Hörspiel Regina B. – Ein Tag in ihrem Leben, welches nach seiner Ursendung innerhalb der Wochen des Gegenwartshörspiels am 22. November 1967 auch für die Bühne adaptiert wurde und erfolgreiche Aufführungen in Gera (UA: 1968) und am Maxim-Gorki-Theater in Berlin (1969) erlebte.
Im Mittelpunkt des Stückes steht die in einem Großbetrieb tätige Arbeiterin Regina Bayer, unverheiratet, Mutter von zwei Kindern im Schulalter, die ihren Partner an eine andere Frau verloren hat. In diesem dargestellten Tageslauf der Regina B. beschließt sie morgens aus ganz persönlichem Anlass, ein Fachschulstudium aufzunehmen, verwirft mittags ihre Idee, da ihr Kollegen und ein Freund abraten, und korrigiert sich abends, weil sie Verbündete für ihr Vorhaben gefunden hat.
Neben Hörspielen für Kinder und Erwachsene schrieb Siegfried Pfaff auch das Fernsehspiel Ein Strauß roter Nelken (1977), erschienen auf DVD: Der Staatsanwalt hat das Wort – Box 4: 1977–1978, 4 DVDs, Icestorm 2013. Pfaffs Tätigkeit als Entwicklungsdramaturg der Hörspielabteilung reichte über das Ende des Rundfunks der DDR hinaus in den Bereich Künstlerisches Wort beim ORB.

## Filmografie
- 1977: Der Staatsanwalt hat das Wort – Ein Strauß roter Nelken (Fernsehreihe)

## Hörspiele
Autor
- 1959: Der Strohfeuergeorg – Regie: Max Miercke (Kinderhörspiel – Rundfunk der DDR)
- 1966: Detektiv Martin: Es spukt im Knusperhaus – Regie: Manfred Täubert (Kinderhörspiel – Rundfunk der DDR)
- 1966: Ach, wie dumm, dass niemand weiß – Regie: Dora König (Kinderhörspiel – Rundfunk der DDR)
- 1967: Die weiße Schlange nach Brüder Grimm – Regie: Uwe Haacke (Kinderhörspiel – Rundfunk der DDR)
- 1967: Regina B. – Ein Tag in ihrem Leben – Regie: Fritz-Ernst Fechner (Hörspiel – Rundfunk der DDR)
- 1968: Kostja, der Funker – Regie: Detlef Kurzweg (Kinderhörspiel (2 Teile) – Rundfunk der DDR)
- 1969: Regina B. – Ein Tag in ihrem Leben – Regie: Walter Ohm (Hörspiel – Bayerischer Rundfunk)
- 1975: Tritt vor die Klasse, Wilhelm. 36 unbezeugte Reden an die Adresse Pieck – Regie: Fritz Göhler (Hörspiel – Rundfunk der DDR)
- 1978: Alex und drumrum gemeinsam mit Jochen Hauser, Ernst-Frieder Kratochwil und Gerhard Rentzsch – Regie: Wolfgang Schonendorf (Kunstkopf-Hörspiel – Rundfunk der DDR)

Sprecher
- 1980: Lia Pirskawetz: Stille Post – Regie: Horst Liepach (Biografie – Rundfunk der DDR)
- 1988: Katja Oelmann: Steig der Stadt aufs Dach (Astl) – Regie: Barbara Plensat (Hörspiel – Rundfunk der DDR)

Regie
- 1995: Xenija Dragunskaja: Oktoberland – Regie: Mit Beate Rosch (Hörspiel – ORB)

## Preise
- Kunstpreis des FDGB (16. Juni 1968)
- Literaturpreis des DFD (10. März 1970)
- Nationalpreis der DDR II. Klasse für Kunst und Literatur 1978 im Kollektiv mit Wolfgang Beck, Peter Goslicki, Jochen Hauser, Ruth Hildebrandt und Christa Vetter (7. Oktober 1978)